# Nat schraalgrasland
Nat schraalgrasland is een natuurdoeltype volgens de indeling van Bal dat tot de halfnatuurlijke natuurdoeltypen behoort. Nat schraalgrasland komt voor in het rivierengebied en in de duinen. Het natuurdoeltype is zeldzaam op de hoge zandgronden. Nat schraalgrasland bestaat uit planten die langzaam groeien en van een basische, oligotrofe tot mesotrofe bodem houden. Door kwelders komen er gebieden met een hogere zuurgraad voor. De minimumoppervlakte van een nat schraalgrasland is 0,5 ha. De bodem heeft een nat waterregime maar overstroomd enkel incidenteel. Nat schraalgrasland is gevoelig voor luchtverontreiniging.

## Plantengemeenschappen
Binnen het natuurdoeltype kunnen meerdere plantengemeenschappen voorkomen. Niet elke plantengemeenschap komt voor per gebied.
| Nederlandse naam                                         | Wetenschappelijke naam                |
| -------------------------------------------------------- | ------------------------------------- |
| associatie van moerasstruisgras en zompzegge             | Carici curtae-Agrostietum caninae     |
| associatie van vetblad en vlozegge                       | Campylio-Caricetum dioicae            |
| associatie van bonte paardenstaart en moeraswespenorchis | Equiseto variegati-Salicetum repentis |
| blauwgrasland                                            | Cirsio dissecti-Molinietum            |
| verbond van biezenknoppen en pijpenstrootje              | Junco-Molinion                        |
| associatie van klokjesgentiaan en borstelgras            | Gentiano-Nardetum                     |
| draadgentiaan-associatie                                 | Cicendietum filiformis                |

## Subtypen
Nat schraalgrasland kan onderverdeeld worden in drie subtype:
- Kleine-zeggenschraalland: Dit type komt voor op de bodemtype veldpodzolgronden, beekeerdgronden, moerpodzolgronden en moerige eerdgronden. Om dit subtype in stand te houden wordt er in deze gebieden jaarlijks gemaaid of er wordt gebruikgemaakt van begrazing.
- Kalkrijk schraalland: Dit grasland komt voor op kalkrijke gronden en op veengronden. Om het subtype in stand te houden worden de gebieden eens in de 1 tot 3 jaar gemaaid.
- Blauwgrasland: Komt voor op zandgronden, veengronden en incidenteel op weideveengronden. Om blauwgrasland in stand te houden wordt er aan verschraling gedaan.

Vanuit ecologisch oogpunt zijn de blauwgraslanden het meest waardevol.